# Хагані Ширвані
Афзаладдін Ібрагім ібн Алі Хагані Ширвані, відоміший як Хагані Ширвані або Хакані (перс. خاقانی; азерб. Xaqani Şirvani; бл. 1126, Шемаха — 1199, Тебріз) — перський та азербайджанський поет. Один з найбільших поетів і філософів Сходу. Автор панегіричних та філософських касидів, ліро-епічної поеми «Подарунок двох Іраків» (завершена в 1157 році) та численних газелей.
На його честь названо парк у Баку.